# Krystian Wita
Krystian Adam Wita – polski kardiolog, dr hab. nauk medycznych, profesor uczelni Samodzielnego Publicznego Szpitala Klinicznego nr 7 Śląskiego Uniwersytetu Medycznego w Katowicach Górnośląskiego Centrum Medycznego im. prof. Leszka Gieca i I Katedry i Kliniki Kardiologii Wydziału Nauk Medycznych Śląskiego Uniwersytetu Medycznego w Katowicach.

## Życiorys
18 kwietnia 1996 obronił pracę doktorską Wartość diagnostyczna echokardiograficznego testu wysiłkowego w wykrywaniu istotnych zwężeń tętnic wieńcowych u pacjentów z podejrzeniem bądź klinicznie rozpoznawaną chorobą wieńcową, następnie uzyskał stopień doktora habilitowanego. 24 kwietnia 2012 uzyskał tytuł profesora nauk medycznych. Został zatrudniony na stanowisku profesora nadzwyczajnego w I Katedrze i Klinice Kardiologii na Wydziale Lekarskim Śląskiego Uniwersytetu Medycznego w Katowicach.
Jest profesorem uczelni w I Katedrze i Klinice Kardiologii na Wydziale Nauk Medycznych Śląskiego Uniwersytetu Medycznego w Katowicach, oraz w Samodzielnym Publicznym Szpitalu Klinicznym nr 7 Śląskim Uniwersytecie Medycznym w Katowicach Górnośląskiego Centrum Medycznego im. prof. Leszka Gieca.

## Wyróżnienia
- 2017: Złota Honorowa Odznaka  za Zasługi dla Województwa Śląskiego